# 沙勒陨石坑
沙勒陨石坑（Shaler）是月球正面西南边沿一座位于科迪勒拉山脉东南内侧的大撞击坑，约形成于38-32亿年前的晚雨海世，其名称取自十九世纪美国古生物学家暨地质学家纳撒尼尔·索斯盖特·谢勒(1841年-1906年)，1964年被国际天文学联合会批准接受。

## 描述
该陨坑西北侧靠近更小的赖特陨石坑、北面坐落了佩蒂特陨石坑、东北越过科迪勒拉山脉坐落着克拉斯诺夫陨石坑、而更大的拉格朗日环形山则位于它的东面。
沙勒陨石坑的南面延伸着宽阔的布瓦尔月谷，该条修长而不规则的月谷起源于沙勒陨石坑的南侧壁，向东南偏南一路蜿蜒至巴德陨石坑，它是数条正对着东方海撞击盆地东南边缘的月谷之一，其它二条分别为因吉拉米月谷和巴德月谷。
该陨坑中心月面坐标为32°53′S 85°16′W / 32.89°S 85.27°W，直径48.47公里，深度2.32公里。
沙勒陨石坑边缘轮廓接近圆形，南侧坑壁略为扁平，陨坑坑沿尖峭完整，未受到明显的撞击侵蚀。坑壁高出周边地形1110米，较坑底最大落差3360米，内部容积约1862公里3。受所处的科迪勒拉山脉南部边缘位置影响，该陨坑坑底表面较为粗糙崎岖，尤其东南部地表，显示有数道平行的小裂隙。

## 另请参阅
- Andersson, L. E.; Whitaker, E. A. . NASA RP-1097. 1982.
- Blue, Jennifer. . USGS. July 25, 2007  [2007-08-05]. （原始内容存档于2013-02-13）.
- Bussey, B.; Spudis, P. . New York: Cambridge University Press. 2004. ISBN 978-0-521-81528-4.
- Cocks, Elijah E.; Cocks, Josiah C. . Tudor Publishers. 1995. ISBN 978-0-936389-27-1.
- McDowell, Jonathan. . Jonathan's Space Report. July 15, 2007  [2007-10-24]. （原始内容存档于2012-05-26）.
- Menzel, D. H.; Minnaert, M.; Levin, B.; Dollfus, A.; Bell, B. . Space Science Reviews. 1971, 12 (2): 136–186. Bibcode:1971SSRv...12..136M. doi:10.1007/BF00171763.
- Moore, Patrick. . Sterling Publishing Co. 2001. ISBN 978-0-304-35469-6.
- Price, Fred W. . Cambridge University Press. 1988. ISBN 978-0-521-33500-3.
- Rükl, Antonín. . Kalmbach Books. 1990. ISBN 978-0-913135-17-4.
- Webb, Rev. T. W.  6th revised. Dover. 1962. ISBN 978-0-486-20917-3.
- Whitaker, Ewen A. . Cambridge University Press. 1999. ISBN 978-0-521-62248-6.
- Wlasuk, Peter T. . Springer. 2000. ISBN 978-1-85233-193-1.